# Ryan Little
Ryan Little (né le 28 mars 1971  à Vancouver) est un réalisateur, directeur de la photographie et producteur de cinéma canadien.

## Biographie
Ryan Little a toujours voulu faire du cinéma depuis son enfance, influencé par son père qui faisait des films 8 mm.

## Filmographie

### Comme réalisateur

#### Cinéma
- 1999 : The Last Good War
- 2002 : Out of Step
- 2002 : Freedom on the Water, court métrage
- 2003 : Saints and Soldiers
- 2006 : Le Trésor caché de Butch Cassidy (Outlaw Trail: The Treasure of Butch Cassidy)
- 2007 : House of Fears
- 2008 : Forever Strong
- 2011 : Age of the Dragons
- 2012 : Saints and Soldiers, l'honneur des Paras (Saints and Soldiers: Airborne Creed)
- 2014 : Saints and Soldiers, le sacrifice des blindés (Saints and Soldiers: The Void)
- 2015 : Act of Honor (War Pigs)

#### Télévision
- 2005 : Dans ses rêves (Everything You Want), téléfilm
- 2017 : Extinct, série télévisée